# Fissidens anisophyllus
Fissidens anisophyllus är en bladmossart som beskrevs av Hugh Neville Dixon 1912. Fissidens anisophyllus ingår i släktet fickmossor, och familjen Fissidentaceae. Inga underarter finns listade i Catalogue of Life.